# The Men's Club
The Men's Club is een Amerikaanse dramafilm uit 1986 onder regie van Peter Medak, met in de hoofdrollen Roy Scheider, Harvey Keitel, Frank Langella, Treat Williams, David Dukes en Richard Jordan.  De film is gebaseerd op de gelijknamige roman van Leonard Michaels.

## Verhaal
Een groep vrienden komt bij een van hen thuis samen om hun gevoelens over het leven en vrouwen te delen. Hun bijeenkomst ontaardt in een dronken bedoening, en wanneer de echtgenote thuiskomt gooit ze hen eruit. Daarop gaan ze de hele nacht dronken op stap en belanden ze in een chic bordeel in San Francisco.

## Rolverdeling
| Acteur               | Personage         |
| -------------------- | ----------------- |
| David Dukes          | Phillip           |
| Richard Jordan       | Kramer            |
| Harvey Keitel        | Solly Berliner    |
| Frank Langella       | Harold Canterbury |
| Roy Scheider         | Cavanaugh         |
| Craig Wasson         | Paul              |
| Treat Williams       | Terry             |
| Stockard Channing    | Nancy             |
| Gina Gallego         | Felicia           |
| Cindy Pickett        | Hannah            |
| Gwen Welles          | Redhead           |
| Penny Baker          | Lake              |
| Rebeccah Bush        | Stella            |
| Claudia Cron         | Stacey            |
| Ann Dusenberry       | Page              |
| Marilyn Jones        | Allison           |
| Manette LaChance     | Billy             |
| Jennifer Jason Leigh | Teensy            |
| Ann Wedgeworth       | Jo                |
| Laurie Ambert        | Waitress          |
| Joan Foley           | Nurse             |
| Kelly Haverur        | Phoebe            |
| Helen Shaver         | (onvermeld)       |